# 神戸市立高取台中学校
神戸市立高取台中学校（こうべしりつ たかとりだいちゅうがっこう）は、兵庫県神戸市長田区にある公立中学校。

## 沿革
- 1961年（昭和36年） 4月1日 - 西代中学校から分離し、神戸市立高取台中学校創立。

## 部活動

### 運動部
- 野球部
- 柔道部
- バスケットボール部
  - 1971年、第1回全国中学校バスケットボール大会にて、男子チームが準優勝
- 男子卓球部
- 女子ソフトテニス部
- 女子バレーボール部

### 文化部
- 吹奏楽部
- 美術部

## 校区
- 神戸市立長田小学校
- 神戸市立五位の池小学校の校区の一部
- 神戸市立板宿小学校の校区の一部

## 卒業生
- 佐藤修（プロボクサー）
- 田嶋悟士（ドラマー） - ガガガSP
- 山口高志（元プロ野球選手）
- 林家扇兵衛（元落語家）

## 交通アクセス
- 市バス11系統「宮丘町」下車後徒歩約5分
- 地下鉄「板宿駅」・山陽電鉄「板宿駅」より、徒歩約20分

## 通学区域が隣接している学校
- 神戸市立雲雀丘中学校
- 神戸市立丸山中学校
- 神戸市立西代中学校
- 神戸市立太田中学校
- 神戸市立飛松中学校
- 神戸市立横尾中学校